# 왕종분
왕종분(王宗汾, ? ~ ?)은 오대 십국 시대 전촉의 군인으로, 초대 황제 왕건(고조)의 양자이다.

## 행적
영평 연간에 행영도지휘사(行營都指揮使)에 보직되어 기나라 정벌에 나섰다. 영평 2년 12월 5일(무인일)(913년 1월 14일), 행영도지휘사 왕종분은 기나라의 문주(文州)를 공격하여 이를 함락시켰고, 문주를 지키던 기나라 장군 이계기(李繼夔)는 패하여 달아났다.

### 내용주
1. ↑  영평 2년의 대부분은 912년에 해당하나, 전투가 있었던 음력 12월 5일은 그레고리력으로 환산하면 913년에 들어간다.
2. ↑  現 감숙성 농남시 문현. 호삼성은 문주는 옛날에 음평(陰平) 땅이었다고 주해하였다.[3][4] 자세한 사항은 일본어 위키백과의 음평군 문서를 참고하라.

### 참조주
1. 1 2 3  오임신(吳任臣), 《십국춘추》 권37 전촉5 열전
2. ↑  중앙연구원 음양력 변환기
3. 1 2  호삼성, 《자치통감음주》, 권268 후량기(後梁紀)3
4. 1 2  엄연(嚴衍), 《자치통감보(資治通鑑補)》 권269 후열국기4 후량 건화 2년(임신, 912), 광서 2년(1876) 상주 사보루(思補樓) 교정인쇄본 《자치통감보》(141), 33/99.
5. ↑  오임신(吳任臣), 《십국춘추》 권36 전촉2 고조본기 下
6. ↑  사마광, 《자치통감》, 권268 후량기(後梁紀)3
7. ↑  (대만) 백양 역 (1993년 4월). 〈소분열(小分裂)〉. 《현대어문판 자치통감》 (중국어) 66 1판. 북경: 중국우의출판공사(中國友誼出版公司). 118쪽. ISBN 7-5057-0470-2.